# S.D.Z. (Utrecht)
S.D.Z. (Samenwerking Doet Zegevieren) was een Nederlandse worstelvereniging, die gevestigd was in Utrecht.

## Geschiedenis
S.D.Z. is opgericht in 1954 door Wim de Greef, meervoudig Nederlands kampioen lichtgewicht, die later tevens voorzitter werd. Hij was ooit begonnen bij Olympia, waaruit de Utrechtse krachtsportverenigingen De Halter en het voormalige De Staalkoning ook uit zijn ontstaan. Ook aan de basis van S.D.Z. stonden Gert de Waard (Nederlands kampioen, vrij jong overleden) en Jan Stijlaard (meervoudig Nederlands kampioen vedergewicht, overleden). In de beginjaren werd gebruikgemaakt van de faciliteiten van machinefabriek Werkspoor.
In het jaar van oprichting nam S.D.Z. al deel aan een invitatie-bekerwedstrijd tegen verschillende worstelverenigingen. Hierbij wist het alle drie de ontmoetingen te winnen. Voor deze overwinningen kreeg de club voor een jaar de wisselbeker mee naar huis. Tevens wekten de overwinningen van S.D.Z. hoge verwachtingen voor de komende competitie.
S.D.Z. richtte zich specifiek op de jeugd, hetgeen ook een behoorlijke aanwas naar de senioren opleverde. In 1961 behaalde de jeugdploeg van S.D.Z. een nationaal kampioenschap. In de jaren 60 speelden de senioren wedstrijden in Frankrijk en Duitsland. Uiteindelijk bereikte in de jaren zeventig ook de senioren de hoofdklasse, waar eveneens de twee andere worstelverenigingen uit Utrecht, De Halter en Olympia reeds in uitkwamen. Mede hierdoor had Utrecht in die jaren de bijnaam 'Worstelstad'.
Omdat het geen eigen gebouw bezat trainde S.D.Z. waarschijnlijk op zijn vroegst vanaf de jaren 60 in het gymnastieklokaal van zwembad Den Hommel. Hier vonden tevens de wedstrijden plaats tegen andere worstelverenigingen uit het land. In 2002 is S.D.Z. opgeheven.